# Amata turbidepicta
Amata turbidepicta là một loài bướm đêm thuộc phân họ Arctiinae, họ Erebidae.